# Stefaniola vastita
Stefaniola vastita är en tvåvingeart som beskrevs av Möhn 1971. Stefaniola vastita ingår i släktet Stefaniola och familjen gallmyggor. Inga underarter finns listade i Catalogue of Life.